# Paweł Ryszkowski
Paweł Ryszkowski herbu Nowina (zm. w 1702 roku) – kasztelan mścisławski w latach 1664-1702, podczaszy brzeskolitewski w 1657 roku.
Poseł powiatu brzeskolitewskiego na sejm 1661 roku. Poseł sejmiku mścisławskiego na sejm 1664/1665 roku.
Był elektorem Michała Korybuta Wiśniowieckiego z województwa mścisławskiego w 1669 roku. Przystąpił do senatorsko-żołnierskiej konfederacji kobryńskiej 1672 roku.